# Acharagma
Acharagma je biljni rod iz porodice kaktusovki. Postoje najmanje dvije priznate vrste iz sjeveroistočnog Meksika, a 2011, priznata je još jedna vrsta, A. huasteca
Ove vrste rastu na visinama od 1000 do 2650 metara, i endemi su u meksičkim državama Coahuila i Nuevo León. Najčešći su izravno na osunčanim mjestima, u blizini rijeka, na stjenovitim vapnencima, u planinama, na brdima, na stjenovitim obroncima prekrivenim kserofitskom vegetacijom i često u pukotinama litica, kao i među grmovima i u sjeni grmlja.

## Vrste
1. Acharagma aguirreanum (Glass & R.A.Foster) Glass
2. Acharagma huasteca Elhart 2011
3. Acharagma roseanum (Boed.) E.F.Anderson